# Iguanodon bernissartensis
Iguanodon bernissartensis - вид рослинноїдних динозаврів із роду ігуанодон родини ігуанодонтидів. Жив у раннєкрейдовий період.

## Опис

### Розміри
Довжина Iguanodon bernissartensis становила 9 метрів. Це було більше, ніж інші види ігуанодонів.

### Кінцівки
Ігуанодони були квадрупедальними, тобто пересувались на чотирьох кінцівках. Але, бігали, ймовірно, на двох лапах (біпедально). Як і у інших орнітоподів, на задніх кінцівках у нього було по три пальці. А на передніх - п'ять. Перший палець на передній лапі був остеподібним, за допомогою якого захищалися від хижаків.

### Відчуття
Передня частина головного мозку ігуанодонта, що відповідала за смак і нюх була добре розвинена. Напевно, він здалеку чув запах хижаків та свіжої зелені.

### Зуби
Ігуанодони харчувалися жорсткими рослинами. Вони скуштовували його дьзобом, а потім перетирали гребенчастими зубами.

## Знахідки
Знайшли Iguanodon bernissartensis у Бельгії у 1878 році. Шахтарі розробляли копальню, і натрапили на купу кісток. Вони покликали вченого, котрий визначив, що динозавр належить до роду Ігуанодон. Потім було знайдено чотири стада цього виду. Але, дві знайдені особи належали до іншого виду - Iguanodon afherfieldensis, який був вже відомий в інших місцях. Вид названо на честь селища Берніссар, біля якого його знайшли. Там було виявлено понад 30 практично повних його скелетів. На честь нього в 1989 році назвали астероїд. У 1890-ті роки ігуанодона реконструюва-ли, як біпедального ящера. Останні дослідження показали, що така  поза неправильна, оскільки хвіст міг зламатися.